# Opera Carolina
Opera Carolina è una compagnia d'opera professionale con sede a Charlotte, nella Carolina del Nord. Fondata nel 1948 dal Charlotte Music Club come Charlotte Opera Association, la compagnia è stata ribattezzata Opera Carolina dopo la sua fusione nel 1986 con la North Carolina Opera, che unì le principali attività teatrali, educative e itineranti delle due compagnie. Tra i suoi passati direttori si possono annoverare i direttori artistici Richard Marshall e Charles Rosekrans e il direttore generale James Wright. Dal 2000 al giugno 2024 l'Opera Carolina è stata diretta dal direttore generale e conduttore principale James Meena. In luglio 2024 diventa Direttore Generale il Dr. Shanté Williams, la prima donna afro-americana a guidare una Opera Company in America. Direttore Artistico e Vice Direttore Generale e' Claudio Ferri.In Maggio 2025 il Maestro Stefano Vignati viene nominato Direttore Musicale e Direttore Principale.
Opera Carolina è membro di Opera America ed è sostenuta dal Consiglio dell'Arte e della Scienza, dal National Endowment for the Arts e dal North Carolina Arts Council. Opera Carolina presenta tre produzioni teatrali principali, tra cui l'Opera Carolina Chorus e la Charlotte Symphony Orchestra, nel Belk Theater situato nel Blumenthal Performing Arts Center. L'Opera Carolina ha anche presentato un concerto annuale, Arte • Poesia • Musica, al Knight Theatre. La stagione di Opera Carolina inizia ad ottobre e dura fino a metà aprile.
L'Opera Carolina è rimasta solvibile durante la recessione, iniziata nel 2008, mentre altre compagnie d'opera di dimensioni simili hanno chiuso i battenti. La compagnia ha raggiunto questo obiettivo con la sospensione del concerto di Love Notes, riducendo la stagione a tre produzioni principali, con la riduzione del personale e una maggiore frugalità dei costi di produzione. Inoltre, l'Opera Carolina gode del sostegno generoso di aziende e privati.